# Maria Raquel de Andrade
Maria Raquel Elena Andrade Ravicini, representante da extinta Guanabara, foi coroada Miss Brasil em 1965, em concurso realizado no Maracanãzinho, localizado na capital do estado, Rio de Janeiro, no dia 3 de julho, que foi marcado por uma decepção causada pelas vaias de quarenta mil pessoas presentes no local, devido à 4a. colocação da Miss Mato Grosso, Marilena Carriço de Oliveira Lima, que era favorita ao título.
Raquel nasceu em Canelones, Uruguai. É filha de João Andrade Ravicini, natural do estado de Santa Catarina e dona Raquel Elena Ravicini, natural de Buenos Aires na Argentina. Veio morar no Brasil com os pais no ano de 1952, aos 7 anos de idade. Atualmente assina Maria Raquel Elena Andrade Carvalho, pós seu casamento. 
No concurso estadual, representou o Botafogo. Foi uma das semifinalistas no Miss Universo, realizado nesse ano em Miami Beach, Flórida, EUA.